# The WestCoast Blokk Monster
Sortie en 2008, The WestCoast Blokk Monster est une mixtape non officielle du rappeur américain The Game.

## Liste des titres
1. 360
2. The Razor
3. Killin It
4. The Aftermath
5. U Crazy
6. Lowrider-Mixed
7. I'm A Maniac
8. Hustla Muzik ft Dubb, Clyde Carson
9. Fire In Ya Eyes (Final Version) ft Ya Boy, Cyssero
10. Colors ft Sean Kingston
11. My Love For You
12. Walk Wit Me / Walk In The Street (Ruff Mix)
13. So High ft Juice, Ya Boy
14. Not Gunna Leave ft Paul Wall, Trae
15. Walkin In Da Rain